# Le Rouge et le Noir (comédie musicale)
Pour les articles homonymes, voir Le Rouge et le Noir (homonymie).
Le Rouge et le Noir est un opéra rock produit par Albert Cohen et mis en scène par François Chouquet et Laurent Seroussi adaptée du roman éponyme de Stendhal.

## Argument
A l'étroit dans la petite ville franc-comtoise de Verrières, le brillant Julien Sorel rêve de fuir un destin miséreux et d'échapper à son carcan familial. A tout juste dix-neuf ans, fasciné par Napoléon, il est porté par une unique aspiration : s'élever socialement.
Julien se destine un temps à la prêtrise, son unique moyen pour débuter une telle ascension. La chance lui sourit lorsqu'il est employé comme précepteur par Monsieur de Rénal, le maire de son patelin.
Sur place, Julien fait la connaissance de Louise, la maîtresse de maison. Cette femme discrète, pieuse et plus âgée que lui, témoigne d'un intérêt sincère pour le nouveau venu. Elisa, la femme de chambre, est également sensible à son charme. Attiré par Louise, Julien refuse les avances de la domestique, laquelle en prend ombrage.
Au fil du temps, Julien et Louise se rapprochent. Finalement, l'interdit est transgressé et ils deviennent amants. Leur passion, bien que proscrite, s'intensifie dans le plus grand secret.
Lorsqu'Elisa découvre la nature de leur relation, sa jalousie compromet leur liaison. Elle trahit Julien en le dénonçant à ses ennemis, les vaniteux Valenod.
La séparation des amants, quoiqu'inévitable, s'avère houleuse. Elle laisse Julien sur un sentiment de trahison et Madame de Rénal profondément blessée.
Julien finit par quitter Verrières et rejoindre la capitale, où il entre au service du Marquis de La Mole en qualité de secrétaire.
Il peut dès lors compter sur l'appui de Geronimo, un chanteur d'opéra à l'esprit aiguisé, qui l'instruit bien vite des mystères féminins et des enjeux de la vie parisienne.
S'émancipant enfin de son statut provincial, Julien brille très vite dans ces hautes sphères et s'attire les faveurs de Mathilde de La Mole, la fille de son employeur.
S'il semble promis à un avenir radieux, le jeune homme va une nouvelle fois compromettre son irrésistible ascension. Les affaires de cœur qui le lient à Mathilde, sa passion tortueuse pour Louise, la jalousie des puissants et son insatiable ambition signeront sa chute...

## Fiche technique
- Idée originale : Marie-Laure Combelles et Sorel
- Livret : Alexandre Bonstein
- Musique : Zazie, Vincent Baguian, Sorel, William Rousseau
- Producteur : Albert Cohen
- Mise en scène : François Chouquet, Laurent Seroussi
- Costumes : Frédéric Olivier
- Maquillage : Carmen Arbues
- Coiffures : Audrey Borca et Raphaël Perrier
- Décors (Video) : Laurent Seroussi
- Lumières : Nicolas Gilli
- Son : Jean-Philippe Bonichon
- Directeur artistique : Vincent Baguian
- Directeur musicale : William Rousseau Assisté de Brice Mirrione
- Auteur/Chansons : Vincent Baguian et Zazie
- Compositeur : Sorel et William Rousseau
- Réalisateur et Arrangeur : William Rousseau
- Direction du casting : Bruno Berberes
- Date de première représentation : 22 septembre 2016 au Palace

## Distribution
- Côme : Julien Sorel
- Haylen : Louise de Rénal
- Yoann Launay : Geronimo

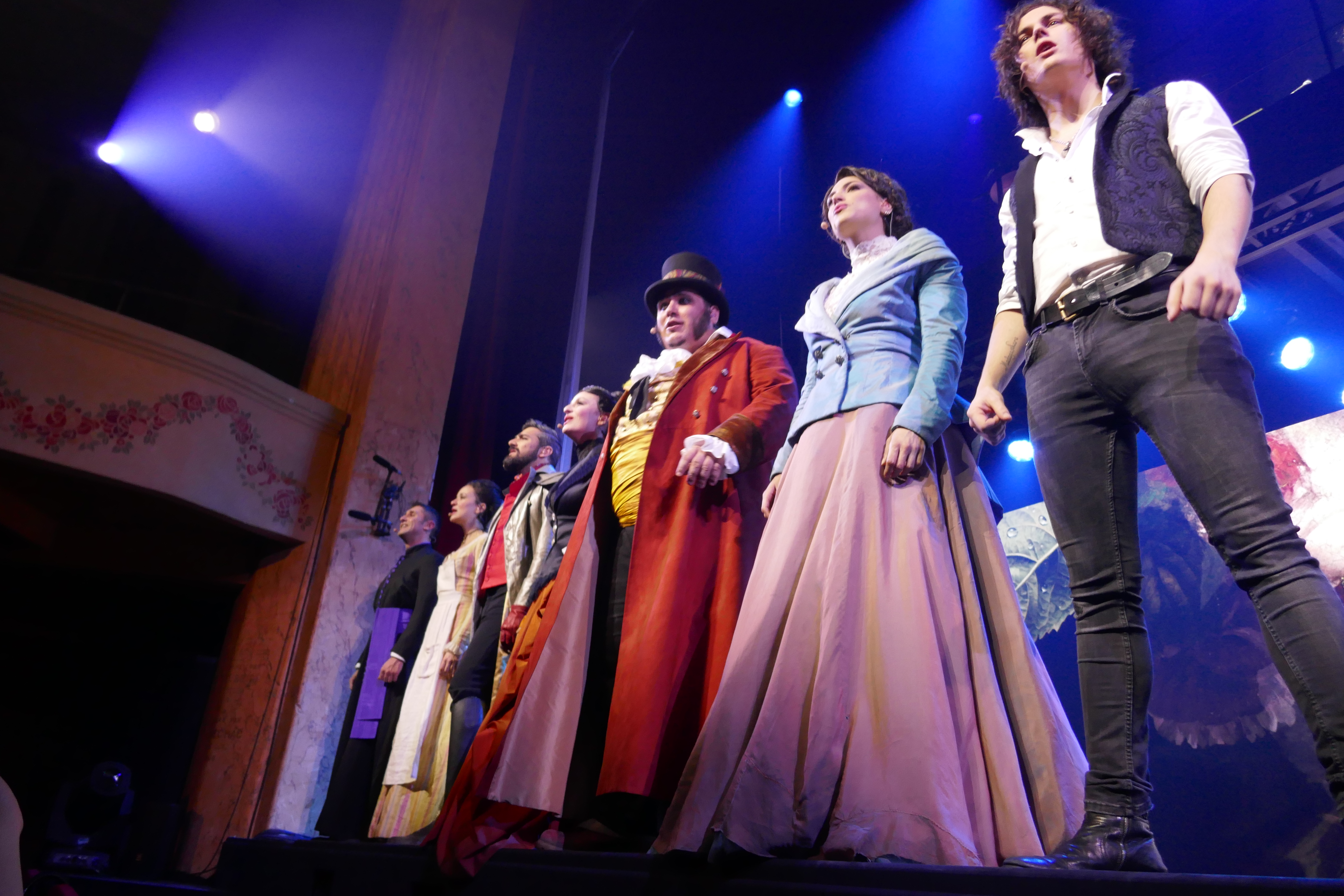
Une partie de la troupe lors des saluts. De gauche à droite : Fred Colas, Cynthia Tolleron, Patrice Maktav, Elsa Pérusin, Yoann Launay, Haylen et Côme.

- Julie Fournier : Mathilde de La Mole
- Michel Lerousseau : Marquis de La Mole
- Patrice Maktav : M. Valenod
- Elsa Pérusin : Mme Valenod
- Cynthia Tolleron : Elisa
- Philippe Escande : Monsieur de Rénal
- Louis Michaut : Marquis de Croisenois / Majordome / rôles divers
- Noémie Garcia : Madame de Fervaques / rôles divers
- Fred Colas : Prêtre / Juge / Majordome / rôles divers

## Discographie

### Singles
- Le 1er single La Gloire à mes genoux, sorti en février 2016, est interprété par Côme[1].
- Le 2ème extrait, Les Maudits Mots d'amour, est sorti en juin 2016 ; il est chanté par Côme, Haylen, Julie Fournier et Cynthia Tolleron[2].
- Le 3ème extrait, Dans le noir je vois rouge, est porté par Côme et Haylen.

### Album
L'album studio du spectacle sort le 2 septembre 2016 et comprend 14 titres :
| No  | Titre                             | Interprète(s)                                  | Durée |
| --- | --------------------------------- | ---------------------------------------------- | ----- |
| 1.  | La Gloire à mes genoux            | Côme                                           | 2:44  |
| 2.  | Les Maudits Mots d'amour          | Côme, Haylen, Julie Fournier, Cynthia Tolleron | 2:40  |
| 3.  | Écouter son cœur                  | Yoann Launay, Michel Lerousseau                | 3:27  |
| 4.  | Dans le noir je vois rouge        | Côme, Haylen                                   | 3:05  |
| 5.  | Ding Dong                         | Cynthia Tolleron, Haylen                       | 3:37  |
| 6.  | Quel ennui                        | Julie Fournier                                 | 3:09  |
| 7.  | Que c'est bon d'être un bourgeois | Yoann Launay                                   | 3:31  |
| 8.  | Tout se perd                      | Patrice Maktav, Elsa Pérusin                   | 3:30  |
| 9.  | Sans elles                        | Côme                                           | 2:58  |
| 10. | Il aurait suffi                   | Côme, Haylen, Julie Fournier                   | 3:51  |
| 11. | Pour qu'elles nous aiment         | Yoann Launay                                   | 3:03  |
| 12. | Éviter les roses                  | Côme, Haylen                                   | 3:32  |
| 13. | Ces peines perdues                | Michel Lerousseau                              | 3:16  |
| 14. | Je vous laisse hélas              | Haylen                                         | 3:16  |

## Production

### Conception
La conception de cet opéra rock revient à Marie-Laure Combelles et Sorel. Albert Cohen, déjà à l'œuvre sur Les Dix Commandements, Le Roi Soleil, Mozart, l'opéra rock, 1789 : Les Amants de la Bastille ou encore Mistinguett, reine des années folles, est chargé de la production.
Le trio est rejoint par Zazie, autrice-compositrice-interprète et inconditionnelle du roman original de Stendhal dont elle loue le romantisme et les thématiques sociétales : « Je pense qu'il y a de nombreux liens entre cette époque-là et la nôtre. La violence, la barbarie, la religion... Ces personnes qui veulent changer de condition sociale, même si ce n'est pas si simple ». Selon la chanteuse, ce passage du texte à l'opéra rock s'est avéré relativement aisé : « Transformer Stendhal en chansons, c’était très simple. En 1830, il raconte la violence, la révolution, les problèmes de la société, et dans tout ça l’amour !  Aujourd’hui en 2016, c’est la même chose : il y a la violence, le chômage, plein de choses pas drôles comme ça et des gens qui réussissent malgré tout à s’aimer. Pour écrire les textes, on s’est appuyé sur la trame de l’histoire. Forcément, le livre est plein de romantisme alors on a fait du rock romantique ».
Zazie travaille aux côtés de Vincent Baguian, un habitué des productions Cohen-Attia et parolier sur 1789 : Les Amants de la Bastille ou encore Mozart, l'opéra rock. Ces compositions à quatre mains demandent des concessions de la part de la chanteuse, peu rompue à un tel exercice : « L'écriture est un domaine assez intime à mes yeux. Cette fois, il a fallu qu'une complémentarité se crée. C'est un ping-pong d'idées. Il faut que les deux paroliers soient heureux de la sensation que le texte procure ».
L'intrigue est ainsi simplifiée et se concentre davantage sur la dimension romantique du roman. Parmi les changements les plus notables, on compte le chanteur Geronimo : si ce dernier avait un statut plutôt secondaire dans la trame de Stendhal, il tient ici un rôle prépondérant et fait office de chœur antique. Il est également le seul véritable ami de Julien, place tenue par Fouqué dans le livre.

### Distribution
Le rôle principal est dévolu à Côme, finaliste de la quatrième saison de The Voice : La Plus Belle Voix en 2015, lequel doit expérimenter pour la première fois la comédie : « Je n'ai jamais joué la comédie auparavant. Ça a été un travail de fond et c'en est toujours un. C'est aussi le challenge que je recherchais ». Si ce dernier reconnaît être peu attiré par les comédies musicales en général, la singularité du projet et le défi qu'il représente le séduisent : « On parle d’opéra rock mais c’est un vrai show live, avec des musiciens, dans une salle, le Palace, qui me plaît beaucoup. Et puis ce qui me plaît, c’est aussi le fait de pouvoir toucher un peu à tout, de pouvoir rentrer dans la peau de Julien Sorel ». Pour l'occasion, Côme renoue avec l'œuvre originale : « j'étais trop jeune quand j'ai commencé à la lire. Je ne comprenais pas le bouquin mais aujourd'hui, j'ai plus ou moins l'âge de Julien Sorel et je suis plus à même de le comprendre et de plonger dans l'histoire [...] j'en suis très content car je trouve ce livre phénoménal ».

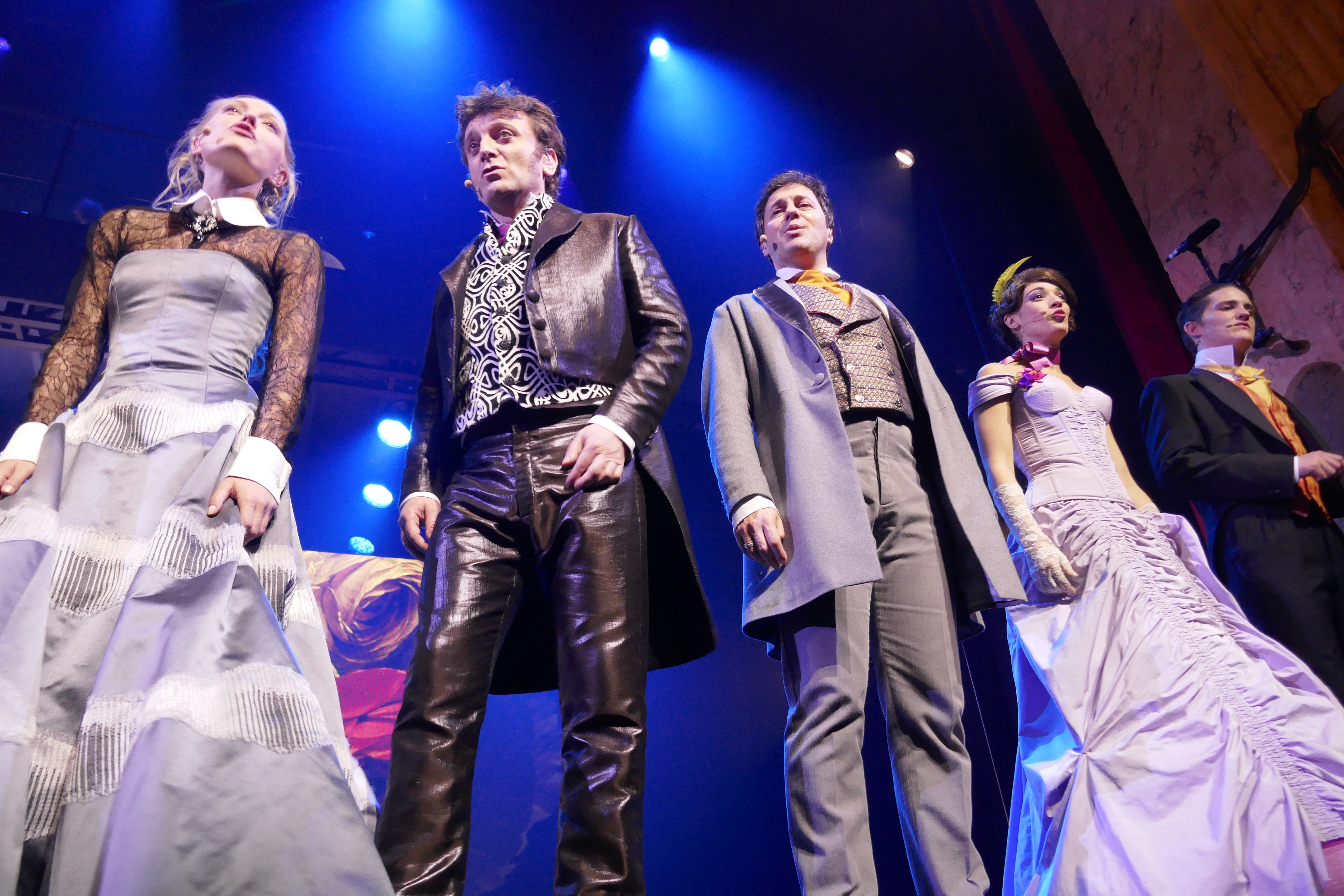
Une partie de la distribution : de gauche à droite, Julie Fournier, Michel Lerousseau, Philippe Escande, Noémie Garcia et Louis Michaut.

Zazie retrouve d'autres talents de The Voice qu'elle avait elle-même coaché : Haylen (Louise De Rénal) et Yoann Launay (Geronimo). Selon Launay, Le Rouge et le Noir est un spectacle « pop rock avec des influences comme Queen ou les Beatles. C'est dans l'air du temps et intelligemment écrit ».
Julie Fournier, chanteuse du duo Dyade, est choisie pour incarner Mathilde de La Môle.
Patrice Maktav, ancien candidat de Star Academy et membre de la troupe de Mistinguett, campe M. Valenod.
D'autres noms sont rattachés à la scène musicale francophone : Michel Lerousseau (le Marquis de la Môle) était à l'affiche de Shrek, Elsa Perusin (Mme Valenod) a joué dans The Rocky Horror Show et Guillaume Bouchède (Monsieur de Rênal) apparaissait dans The Full Monty.

### Représentations
Par sa volonté de présenter « une orchestration digne des grands standards anglo-saxons », l'opéra rock a la particularité d'être joué intégralement en live, avec cinq musiciens présents en permanence sur scène.
A l'inverse des comédies musicales traditionnelles, Le Rouge et le Noir ne comporte aucune chorégraphie. Il y a également très peu de décors ou accessoires : la mise en scène joue sur les écrans, projections et images 3D.
Les représentations débutent le 22 septembre 2016 et s'achèvent le 29 janvier 2017 au Palace, à Paris. Au total, le spectacle s'est joué durant 86 représentations et a réuni environ 50 000 spectateurs.

## Réception
Le Rouge et le Noir est bien accueilli par la critique.
Steven Bellery (RTL) est charmé par le spectacle et ses interprètes : « Le Rouge et le Noir est un bon divertissement. Familial, efficace, sans temps mort. Le show est fluide, bien joué. Les personnages ont du caractère à l'image de Geronimo en maître de cérémonie ou le formidable Côme alias Julien Sorel » ; selon Bellery, « le jeune Côme rock et rebelle » constitue « la surprise du casting ».

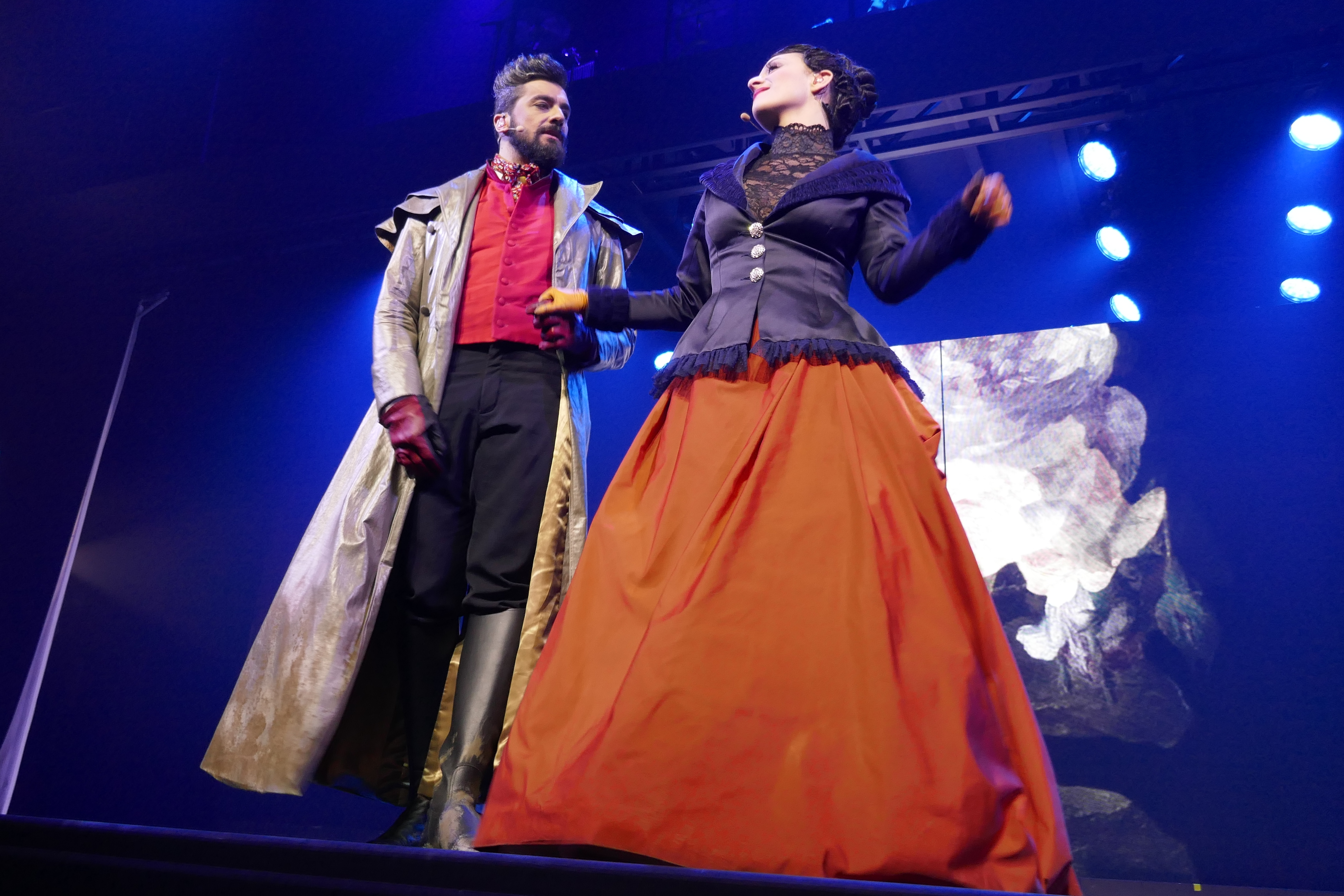
La prestation de Patrice Maktav (M. Valenod) a été notamment saluée dans la chronique du Parisien.

Christophe Levent (Le Parisien) est plus mitigé. Le journaliste est séduit par l'aspect musical de l'opéra rock, notamment par « la présence, suspendus au-dessus de la scène, de bons musiciens. Côté chansons, des titres accrocheurs, signés Zazie-Vincent Baguian, comme Les Maudits Mots d'amour ou la Gloire à mes genoux. Côté casting, on applaudit Patrice Maktav en magnifique méchant, alias Monsieur Valenod ». Il regrette néanmoins « les décors [...] ratés » et l'intrigue qui, « recentrée sur les aventures amoureuses, [...] perd un peu de sa force sociale ».
Céline Evain (Le Courrier de Mantes) affirme que si son jeu manque de justesse, « vocalement, [Côme] se démarque clairement ». Elle félicite en outre le travail des paroliers : « Zazie et son co-auteur Vincent Baguian signent plusieurs chansons du spectacle. On reconnaît la patte du duo et autant le dire, musicalement, ça envoie, d’autant que le show est joué live par six interprètes. Sur scène, point de décors, si ce n’est quelques accessoires en carton mais des écrans et des vidéos très efficaces qui transportent à l’époque du roman ».
Selon Margot Capespine (Musical Avenue), si « le spectacle essuie encore quelques petites longueurs dans la première partie et souffre de certaines ellipses un peu trop rapides dans la seconde, [...] l'ensemble reste cohérent et sans pathos. La scénographie, la mise en scène et les costumes jonglent habilement entre Histoire et modernité. Stendhal est respectueusement dépoussiéré ». La journaliste salue également la distribution : « la troupe regorge de chanteurs aux timbres qui résonnent harmonieusement avec le rock. Leurs interprétations dépassent en qualité et en intensité celles de l‘album, [...] sorti quelques semaines auparavant ».
Jean-Yves Devendeville (Cultures-J) témoigne également de son engouement : « Côme, jeune auteur-compositeur-interprète de 21 ans, a déjà plus de 130 concerts à son actif. [...] [Il] incarne un Julien Sorel convainquant et captivant, donnant la réplique à Haylen, interprétant Louise de Rênal, elle aussi issue du même télé-crochet télévisé. [...] Au-dessus de la scène, cinq musiciens vêtus de noir, apparaissant le plus souvent sous forme de silhouettes, jouent de la guitare électrique, de la batterie et du clavier. Le son rock de cet orchestre live est percutant, et contraste avec les éclatants costumes d'époque du spectacle, réalisés par Fréderic Olivier. Omniprésents et intégrés au décor, le rouge, symbole du sang et de la passion, s'oppose au noir du deuil et de la mort, tandis que trois panneaux géants permettent la projection en fond de scène d’une multitude de décors qui se succèdent les uns après les autres et dans lesquels les personnages évoluent, se transformant même parfois même en écrans tactiles ».

## Nominations
Le Rouge et le Noir est nommé dans la catégorie Meilleure comédie musicale aux Globes de cristal 2017 ; le trophée revient finalement à Résiste.
Le spectacle est nommé dans trois catégories aux Trophées de la Comédie Musicale 2017 (Trophée du Public, Trophée de la Partition de Comédie Musicale et Trophée de la Scénographie) ; il perd respectivement face à Résiste et Oliver Twist, le musical.

## Tournée en Chine

### Présentation
Après son succès au Palace, la production s'exporte en Chine.
La distribution demeure inchangée à quelques exceptions : Juliette Behar succède à Julie Fournier dans le rôle de Mathilde ; Michel Lerousseau (le Marquis de la Mole) est remplacé par Patrick Mazet ; prenant la suite de Cynthia Tolleron, Stéphanie Schlesser devient Elisa ; très populaire en Chine pour avoir joué dans Notre-Dame de Paris et Mozart l'Opéra Rock lors de leurs tournées asiatiques respectives, Laurent Bàn s'impose en successeur de Patrice Maktav (M. Valenod).
Le déroulement du spectacle est légèrement modifié et explicité pour le public chinois. Un nouveau titre est notamment ajouté : intitulé Je suis lâche et alors ?, il est chanté par Philippe Escande (Monsieur de Rénal).
Le Rouge et le Noir est en tournée du 3 octobre au 17 novembre 2019 dans les villes de Shijiazhuang, Shanghai, Pékin, Guangzhou et Shenzhen. Il totalise 46 représentations et environ 70 000 spectateurs.

### Distribution
- Côme : Julien Sorel
- Haylen : Louise de Rénal
- Yoann Launay : Geronimo

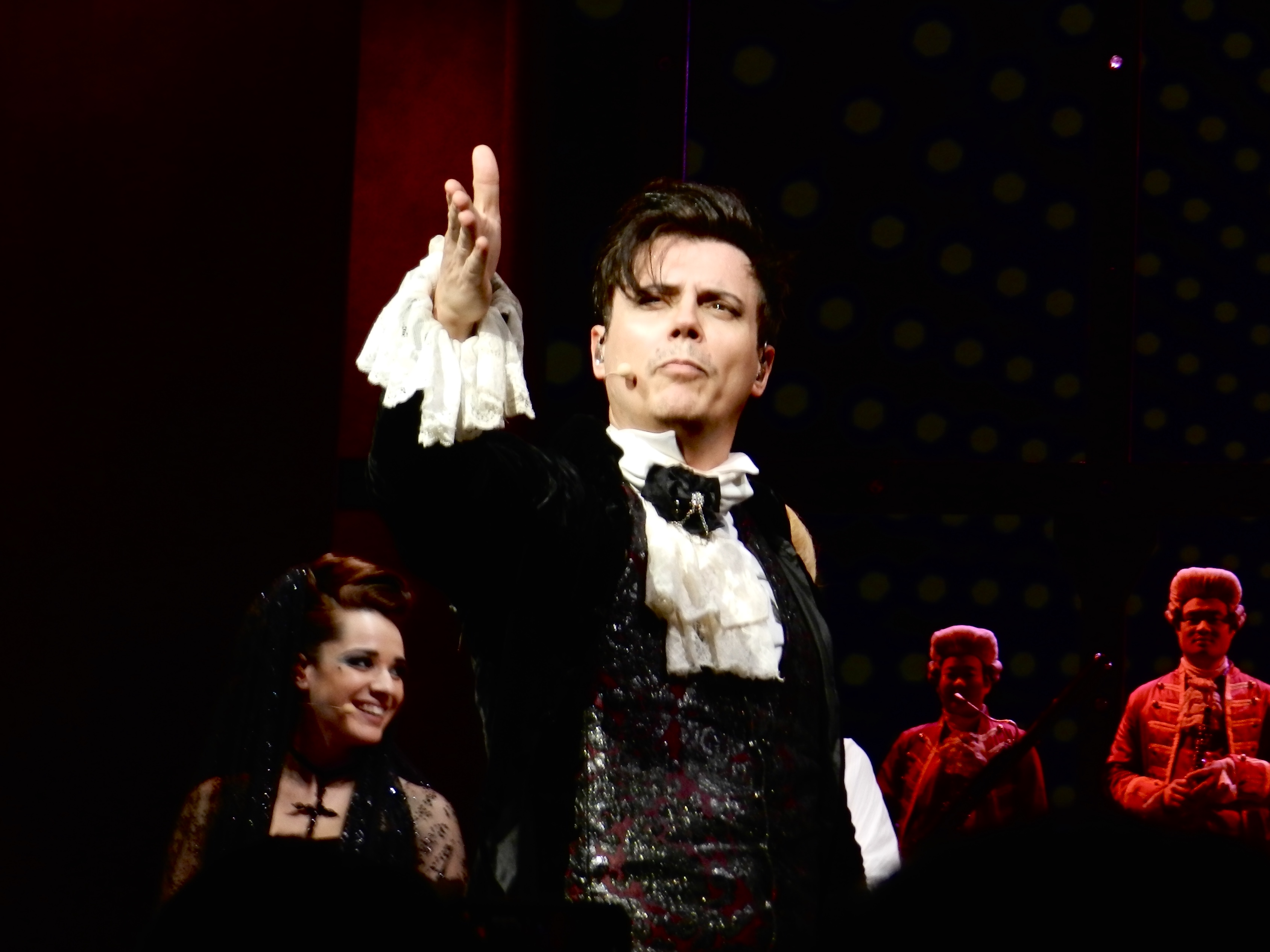
Laurent Bàn (ici dans Mozart, l'opéra rock) campe M. Valenod lors de la tournée asiatique.

- Juliette Behar : Mathilde de La Mole
- Patrick Mazet : Marquis de La Mole
- Laurent Bàn : M. Valenod
- Elsa Pérusin : Mme Valenod
- Stéphanie Schlesser : Elisa
- Philippe Escande : Monsieur de Rénal

### Réception
Les retours du spectacle sont globalement élogieux. La presse juge que ce « grand classique revisité dans une mise en scène novatrice prouve que le rock et le romantisme ne sont pas si éloignés ». The Paper salue la performance live, « avec la troupe de musiciens fondue dans le décor, l'opéra rock Le Rouge et le Noir donne l'impression d'être à un concert de musique rock ». Netease Cloud Music affirme que la production « a déclenché un tourbillon musical en Chine ». Le Beijing Youth Daily y voit « une interprétation moderne et bouleversante d'une histoire du XIXe siècle ». Les comparaisons érigées sont plus que flatteuses : « les spectateurs ne manquent pas de comparer Gérard Philippe qui incarne Julien dans le film, à Côme, auteur, compositeur et interprète de 25 ans. Si certains spectateurs âgés ont une prédilection pour le premier, le jeune public, majoritairement féminin, est conquis par Côme. Le jeune chanteur, avec ses cheveux bouclés, sa gaucherie enfantine et son air mélancolique, colle si bien au personnage qu’il est qualifié de "Julien qui sort du roman" ».

## Adaptations japonaises

### ProductionTakarazuka(2023)

#### Fiche technique
- Titre : Le Rouge et le Noir ～赤と黒～
- Lieu : Grand Théâtre de Takarazuka
- Paroles : Oota Takeshi et Tada Risa d'après Zazie, Vincent Baguian, Sorel, William Rousseau
- Musique : Zazie, Vincent Baguian, Sorel, William Rousseau
- Mise en scène : Tani Takaya
- Chorégraphie : Miori Yumino, Wakao Risa, Minato Yurika

#### Distribution
- Rei Makoto : Julien Sorel
- Akatsuki Chisei : Geronimo
- Ema Naoki : Marquis de La Mole
- Shimon Yuriya : Monsieur de Rênal
- Shirotae Natsu : Madame de Fervaques
- Hiroka Yuu : Monsieur Valenod
- Arisa Hitomi : Louise de Rênal
- Kozakura Honoka : Madame Valenod
- Akashi Reima : le majordome
- Kisa Kaoru : Rouge
- Aomi Sario : Noir
- Yuuhi Maki : le juge
- Ruri Hanaka : Elisa
- Uta Chizuru : Mathilde de La Mole

### Production Umeda Arts Theater[21](2023-2024)

#### Fiche technique
- Titre : 赤と黒 ~ Le Rouge et Le Noir
- Lieu : Umeda Arts Theater
- Livret : Hibiki Fukuda d'après Alexandre Bonstein
- Paroles : Hibiki Fukuda d'après Zazie, Vincent Baguian, Sorel, William Rousseau
- Musique : Zazie, Vincent Baguian, Sorel, William Rousseau
- Adaptation : Hibiki Fukuda
- Mise en scène : Jamie Armitage
- Directeur musical : Yasuaki Maejima
- Chorégraphie : Alexzandra Sarmiento
- Costumes : Jun Arimura
- Coiffures et maquillage : Yoko Kawamura
- Lumières : Yasuyuki Yoshieda
- Coach vocal : Keiko Mitsuda, Masato Ishii
- Communication : Toshimitsu Ogura

#### Distribution
- Hiroki Miura : Julien Sorel
- Yumesaki Nene : Louise de Rênal
- Meimi Tamura : Mathilde de La Mole
- Higashiyama Komei : Monsieur de Rênal
- Tatsuya Kawaguchi : Marquis de La Mole
- Yoshihisa Higashiyama : Geronimo
- Hajime Komada : Monsieur Valenod
- Rumiko Endo : Mme Valenod
- Kanami Ikejiri : Élise